# آدولف کیفر
آدولف گوستاو کیفر ((به انگلیسی: Adolph Gustav Kiefer) زادهٔ ۲۷ ژوئن ۱۹۱۸ - درگذشته ۵ مهٔ ۲۰۱۷)، شناگر اهل ایالات متحده آمریکا بود.

## حرفه شغلی
در سال 1947 ، وی آدولف کیفر و شرکتش  را در شیکاگو تأسیس کرد که تجهیزات آموزش ، ایمنی و مسابقات را در اختیار شناگران قرار می دهد. شرکت وی مسئول تولید لباس مخزن نایلونی در سال 1948 بود. و اولین لباس شنای نایلونی عرضه شده به تیم شنای المپیک ایالات متحده - یک پیشرفت قابل توجه در مورد لباس های پشمی و نخی موجود در آن زمان.
کیفر بعداً خود را وقف خدمات اجتماعی کرد و شنا و خیرخواهی را به روشهای ابتکاری ترکیب کرد. در دهه 1960 وی با شهردار ریچارد جی دالی برای ساخت استخرهای شنا در سراسر شهر شیکاگو همکاری کرد و امکانات لازم برای یادگیری شنا را برای هزاران کودک فراهم کرد. کیفر به طور فعال از Swim Across America ، یک سازمان غیر انتفاعی که بودجه ای برای تحقیقات سرطان جمع می کند ، حمایت کرد و تا 70 و 80 سالگی در مسابقات شنای عمومی SAA شرکت کرد.